# Esperança Cladera
Esperança Cladera Gil (Muro, 14 de mayo de 2002) es una deportista española que compite en atletismo, especialista en las carreras de velocidad. Ganó una medalla de plata en los Relevos Mundiales 2025, en la prueba de 4 × 100 m y vigente campeona de España en la prueba del 200ml.

## Trayectoria deportiva
En los Relevos Mundiales 2025 consiguió la medalla de plata en el relevo 4 × 100 m (junto con Jaël Bestué, Paula Sevilla y María Isabel Pérez), por detrás del cuarteto del Reino Unido. En esa misma competición batió la plusmarca de España del 4 × 100 m en la serie de clasificación (42,18). En el Campeonato de Europa por Equipos volvió a batir con sus compañeras el récord de 4 × 100 m, consiguiendo la segunda posición en la prueba.
Fue campeona de España de los 200 m en pista corta de 2025.

## Palmarés internacional
| Relevos Mundiales | Relevos Mundiales | Relevos Mundiales | Relevos Mundiales |
| Año               | Lugar             | Medalla           | Prueba            |
| ----------------- | ----------------- | ----------------- | ----------------- |
| 2025              | Cantón (China)    | Medalla de plata  | 4 × 100 m         |

## Competiciones internacionales
| Representando a España \| Año \| Competición \| Sede \| Puesto \| Prueba \| Marca \| \| ---- \| ---------------------------------------- \| -------------- \| ---------------- \| ------------- \| ------------------ \| \| 2018 \| Campeonato Europeo Sub-18 \| Győr \| 5.º \| 200 m \| 23.89 \| \| 2018 \| Juegos Olímpicos de la Juventud \| Buenos Aires \| 10.º \| 200 m \| 24.88 + 24.28[n 1] \| \| 2019 \| Festival Olímpico de la Juventud Europea \| Bakú \| 5.º \| 200 m \| 24.58 \| \| 2019 \| Festival Olímpico de la Juventud Europea \| Bakú \| Medalla de oro \| Relevo medley \| 2:08.53 [n 2] \| \| 2024 \| Campeonato de Europa \| Roma \| 20.º sf. \| 200 m \| 23.37 \| \| 2025 \| Relevos Mundiales \| Cantón (China) \| Medalla de plata \| 4 × 100 m \| 42.28[n 3] \| \| 2025 \| Campeonato de Europa por Equipos \| Madrid \| 2.º \| 4 × 100 m \| 42.11 \| | Representando a España \| Año \| Competición \| Sede \| Puesto \| Prueba \| Marca \| \| ---- \| ---------------------------------------- \| -------------- \| ---------------- \| ------------- \| ------------------ \| \| 2018 \| Campeonato Europeo Sub-18 \| Győr \| 5.º \| 200 m \| 23.89 \| \| 2018 \| Juegos Olímpicos de la Juventud \| Buenos Aires \| 10.º \| 200 m \| 24.88 + 24.28[n 1] \| \| 2019 \| Festival Olímpico de la Juventud Europea \| Bakú \| 5.º \| 200 m \| 24.58 \| \| 2019 \| Festival Olímpico de la Juventud Europea \| Bakú \| Medalla de oro \| Relevo medley \| 2:08.53 [n 2] \| \| 2024 \| Campeonato de Europa \| Roma \| 20.º sf. \| 200 m \| 23.37 \| \| 2025 \| Relevos Mundiales \| Cantón (China) \| Medalla de plata \| 4 × 100 m \| 42.28[n 3] \| \| 2025 \| Campeonato de Europa por Equipos \| Madrid \| 2.º \| 4 × 100 m \| 42.11 \| | Representando a España \| Año \| Competición \| Sede \| Puesto \| Prueba \| Marca \| \| ---- \| ---------------------------------------- \| -------------- \| ---------------- \| ------------- \| ------------------ \| \| 2018 \| Campeonato Europeo Sub-18 \| Győr \| 5.º \| 200 m \| 23.89 \| \| 2018 \| Juegos Olímpicos de la Juventud \| Buenos Aires \| 10.º \| 200 m \| 24.88 + 24.28[n 1] \| \| 2019 \| Festival Olímpico de la Juventud Europea \| Bakú \| 5.º \| 200 m \| 24.58 \| \| 2019 \| Festival Olímpico de la Juventud Europea \| Bakú \| Medalla de oro \| Relevo medley \| 2:08.53 [n 2] \| \| 2024 \| Campeonato de Europa \| Roma \| 20.º sf. \| 200 m \| 23.37 \| \| 2025 \| Relevos Mundiales \| Cantón (China) \| Medalla de plata \| 4 × 100 m \| 42.28[n 3] \| \| 2025 \| Campeonato de Europa por Equipos \| Madrid \| 2.º \| 4 × 100 m \| 42.11 \| | Representando a España \| Año \| Competición \| Sede \| Puesto \| Prueba \| Marca \| \| ---- \| ---------------------------------------- \| -------------- \| ---------------- \| ------------- \| ------------------ \| \| 2018 \| Campeonato Europeo Sub-18 \| Győr \| 5.º \| 200 m \| 23.89 \| \| 2018 \| Juegos Olímpicos de la Juventud \| Buenos Aires \| 10.º \| 200 m \| 24.88 + 24.28[n 1] \| \| 2019 \| Festival Olímpico de la Juventud Europea \| Bakú \| 5.º \| 200 m \| 24.58 \| \| 2019 \| Festival Olímpico de la Juventud Europea \| Bakú \| Medalla de oro \| Relevo medley \| 2:08.53 [n 2] \| \| 2024 \| Campeonato de Europa \| Roma \| 20.º sf. \| 200 m \| 23.37 \| \| 2025 \| Relevos Mundiales \| Cantón (China) \| Medalla de plata \| 4 × 100 m \| 42.28[n 3] \| \| 2025 \| Campeonato de Europa por Equipos \| Madrid \| 2.º \| 4 × 100 m \| 42.11 \| | Representando a España \| Año \| Competición \| Sede \| Puesto \| Prueba \| Marca \| \| ---- \| ---------------------------------------- \| -------------- \| ---------------- \| ------------- \| ------------------ \| \| 2018 \| Campeonato Europeo Sub-18 \| Győr \| 5.º \| 200 m \| 23.89 \| \| 2018 \| Juegos Olímpicos de la Juventud \| Buenos Aires \| 10.º \| 200 m \| 24.88 + 24.28[n 1] \| \| 2019 \| Festival Olímpico de la Juventud Europea \| Bakú \| 5.º \| 200 m \| 24.58 \| \| 2019 \| Festival Olímpico de la Juventud Europea \| Bakú \| Medalla de oro \| Relevo medley \| 2:08.53 [n 2] \| \| 2024 \| Campeonato de Europa \| Roma \| 20.º sf. \| 200 m \| 23.37 \| \| 2025 \| Relevos Mundiales \| Cantón (China) \| Medalla de plata \| 4 × 100 m \| 42.28[n 3] \| \| 2025 \| Campeonato de Europa por Equipos \| Madrid \| 2.º \| 4 × 100 m \| 42.11 \| | Representando a España \| Año \| Competición \| Sede \| Puesto \| Prueba \| Marca \| \| ---- \| ---------------------------------------- \| -------------- \| ---------------- \| ------------- \| ------------------ \| \| 2018 \| Campeonato Europeo Sub-18 \| Győr \| 5.º \| 200 m \| 23.89 \| \| 2018 \| Juegos Olímpicos de la Juventud \| Buenos Aires \| 10.º \| 200 m \| 24.88 + 24.28[n 1] \| \| 2019 \| Festival Olímpico de la Juventud Europea \| Bakú \| 5.º \| 200 m \| 24.58 \| \| 2019 \| Festival Olímpico de la Juventud Europea \| Bakú \| Medalla de oro \| Relevo medley \| 2:08.53 [n 2] \| \| 2024 \| Campeonato de Europa \| Roma \| 20.º sf. \| 200 m \| 23.37 \| \| 2025 \| Relevos Mundiales \| Cantón (China) \| Medalla de plata \| 4 × 100 m \| 42.28[n 3] \| \| 2025 \| Campeonato de Europa por Equipos \| Madrid \| 2.º \| 4 × 100 m \| 42.11 \| |
| Año | Competición | Sede | Puesto | Prueba | Marca |
| --- | --- | --- | --- | --- | --- |
| 2018 | Campeonato Europeo Sub-18 | Győr | 5.º | 200 m | 23.89 |
| 2018 | Juegos Olímpicos de la Juventud | Buenos Aires | 10.º | 200 m | 24.88 + 24.28 |
| 2019 | Festival Olímpico de la Juventud Europea | Bakú | 5.º | 200 m | 24.58 |
| 2019 | Festival Olímpico de la Juventud Europea | Bakú | Medalla de oro | Relevo medley | 2:08.53 |
| 2024 | Campeonato de Europa | Roma | 20.º sf. | 200 m | 23.37 |
| 2025 | Relevos Mundiales | Cantón (China) | Medalla de plata | 4 × 100 m | 42.28 |
| 2025 | Campeonato de Europa por Equipos | Madrid | 2.º | 4 × 100 m | 42.11 |

1. ↑  En esta competición se disputan dos mangas y se suma el resultado de ambas para obtener la clasificación final
2. ↑  En categoría sub-18
3. ↑  42.18 en series